# جيرالد غاردنر
جيرالد غاردنر (بالإنجليزية: Gerald Gardner)‏  (و. 1884 – 1964 م) هو روائي، وعالم إنسان، وقسيس، وكاتب سيناريو بريطاني، توفي في البحر الأبيض المتوسط، عن عمر يناهز 80 عاماً.

## روابط خارجية
- جيرالد غاردنر على موقع الموسوعة البريطانية (الإنجليزية)
- جيرالد غاردنر على موقع إن إن دي بي (الإنجليزية)

Witches of history: Gerald Gardner, online resource